# Thierville-sur-Meuse
Thierville-sur-Meuse é uma comuna francesa na região administrativa de Grande Leste, no departamento de Meuse. Estende-se por uma área de 12,09 km², com 2 748 habitantes, segundo os censos de 1999, com uma densidade de 227 hab/km².